# Stephen A. Douglas
Stephen Arnold Douglas (23. dubna 1813, Brandon - 3. června 1861) byl americký politik a právník z Illinois. V roce 1860 byl jedním ze dvou kandidátů Demokratické strany na prezidenta ve volbách, které vyhrál republikán Abraham Lincoln. Douglas předtím porazil Lincolna ve volbách do Senátu Spojených států v roce 1858 v Illinois, před nimiž došlo ke známým debatám mezi ním a Lincolnem. V padesátých letech 19. století byl Douglas jedním z nejvýznamnějších obhájců lidové suverenity (popular sovereignty), podle níž by každému území mělo být umožněno, aby se rozhodlo, zda uvnitř svých hranic povolí otroctví. Douglas měl přezdívku „Malý obr“ (Little Giant), protože byl fyzicky nevelký, ale v politice dominoval.

## Život
Douglas se narodil v Brandonu ve státě Vermont a v roce 1833 se přestěhoval do Jacksonville ve státě Illinois, kde zahájil právní praxi. Brzy dosáhl úspěchu v politice jako člen Demokratické strany, působil ve Sněmovně reprezentantů Illinois a na různých dalších pozicích. Po zvolení do Sněmovny reprezentantů Spojených států v roce 1843 rezignoval na místo na Nejvyšším soudu státu Illinois. Douglas se stal spojencem prezidenta Jamese K. Polka a podporoval anexi Texasu i mexicko-americkou válku. Byl jedním ze čtyř severních demokratů ve sněmovně, kteří hlasovali proti návrhu Davida Wilmota zakázat otroctví na jakémkoli území získaném od Mexika.
Zákonodárci v Illinois roku 1847 zvolili Douglase do Senátu Spojených států a Douglas se pak v 50. letech stal neformálním celonárodním vůdcem své strany. Spolu s Henrym Clayem prosadil kompromis z roku 1850, který urovnal některé územní problémy vyplývající z mexicko-americké války. Douglas se chtěl na demokratické národní konvenci 1852 stát kandidátem na prezidenta, ale porazil ho Franklin Pierce. Ve snaze otevřít západ USA expanzi navrhl Douglas v roce 1854 zákon o Kansasu a Nebrasce (Kansas–Nebraska Act). Ačkoli doufal, že tento zákon zmírní politické napětí, návrh vyvolal na severu silnou protireakci a pomohl podpořit vzestup republikánské strany, která byla proti otroctví. Douglas se znovu ucházel o prezidentský úřad v roce 1856, ale konvence Demokratické strany roku 1856 místo něj nominovala Jamese Buchanana, který pak vyhrál volby. Buchanan a Douglas se dostali do sporu kvůli přijetí Kansasu jako otrokářského státu, protože Douglas obvinil otrokářství nakloněné zákonodárce Kansasu z toho, že provedli nespravedlivé volby.
Během dalších debat mezi Lincolnem a Douglasem, které se konaly roku 1858, zformuloval Douglas takzvanou freeportskou doktrínu, podle níž mohla jednotlivá území zakázat otroctví navzdory rozhodnutí Nejvyššího soudu z roku 1857 ve věci Dred Scott v. Sandford. Neshody ohledně otroctví vedly k tomu, že se jižní delegáti na demokratické konvenci v roce 1860 vzepřeli stranické linii. Severní delegáti po roztržce nominovali Douglase za prezidenta, zatímco jižní demokraté podpořili Johna C. Breckinridge. Ve volbách v roce 1860 byli hlavními kandidáty na severu Lincoln a Douglas, zatímco většina Jižanů podporovala Breckinridge nebo Johna Bella z Konstituční unijní strany. Před volbami vedl Douglas kampaň po celé zemi, a varoval před nebezpečím odtržení a vyzýval své posluchače, aby zůstali věrní Spojeným státům. Silná podpora Lincolna na severu nakonec vedla k Lincolnovu vítězství ve volbách. Po vypuknutí občanské války Douglas vystupoval na podporu Unie, ale zemřel v červnu 1861.